# Lista de equipamento militar utilizado na Guerra do Ultramar

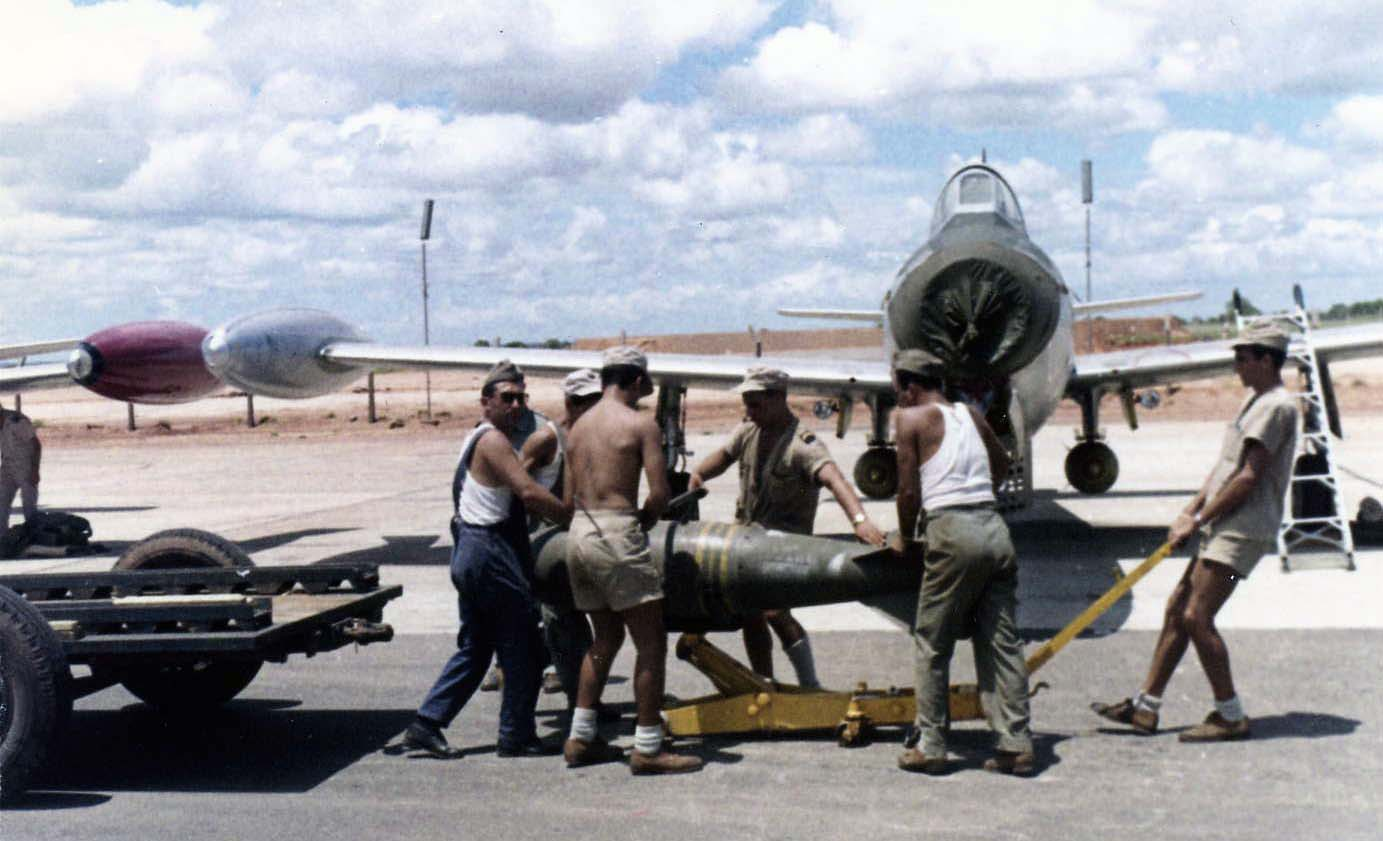
Um F-84 da Força Aérea Portuguesa sendo municiado nos anos 60 na Base Aérea de Luanda.

Segue-se uma lista de equipamento militar utilizado durante a Guerra do Ultramar.

## PAIGC
Os militares portugueses estimavam, entre 1972 e 1974, cerca de 7000 combatentes entre os efetivos do PAIGC: 4100 no exército popular e 2900 nas forças armadas locais.[carece de fontes?] No ano de 1972 foi referido, como equipamento:
- Armas antiaéreas: ZPU-1, ZPU-2, ZPU-4[1][2]
- Mísseis terra-ar SAM-7 Strella[3][4]
- Mísseis terra-terra Katyusha (foguetões 122 mm)
- Lançador múltiplo de foguetões BX-10
- Metralhadora média SG-43 Goryunov de 7,62 mm[2]
- Metralhadoras pesadas Vladimirov de 14,5 mm
- Metralhadoras pesadas Degtyarev de 12,7 mm[2]
- Espingarda Kalashnikov de 7,62 mm[3]
- RPG-2 - lança-rockets[2][3]
- RPG-7 - lança-rockets[2][3]
- Canhão sem recuo SPG-82
- Viaturas: Anfíbias PT-76 e BTR 40-P; carros de combate BTR 152 e T-34
- Minas AP (antipessoal)
- Minas Ac (anticarro)
- Minas aquáticas
- Pistola Ceska Zbrojovka (Cal. 6,35 mm)
- Pistola Ceska Zbrojovka (Cal. 7,65 mm)
- Pistola-Metralhadora "Shmeisser" MP-38
- Pistola-Metralhadora "Shmeisser" MP-40
- Pistola-Metralhadora "Beretta"
- Pistola-Metralhadora "Thompson" (Cal. 11,4 mm)[3]
- Pistola-Metralhadora "Sudayev"
- Pistola-Metralhadora "Shpagin"
- Pistola-Metralhadora M-25
- Pistola-Metralhadora M-23

Algumas fontes referem também a existência de quatro aviões de bombardeamento e a chegada de mais seis unidades.[carece de fontes?]

## MPLA
- Espingarda semiautomática Simonov[3][5]
- Pistola Tokarev
- Pistola-metralhadora de 9mm m/25
- Pistola-metralhadora de 7,62mm PPSh-41
- Espingarda automática Kalashnikov[3][5]
- Metralhadora Leve de 7,62mm RPD[5]
- Metralhadora Leve de 7,62mm ZB vz. 26[5]
- Morteiro de 82mm
- Lança-granadas-foguete
- Minas anticarro e antipessoal
- Espingarda Mauser Kar98k
- Carabina Steyer

## FRELIMO
- Espingarda automática Kalashnikov[6]
- Espingarda semiautomática Simonov[6][7]
- Espingarda 7,62mm Mosin-Nagant[6]
- Pistola Tokarev[6]
- Pistola-Metralhadora "Shpagin"[6]
- RPG-2 - lança-rockets[3][6]
- RPG-7 - lança-rockets[3][6]

## Forças Armadas Portuguesas

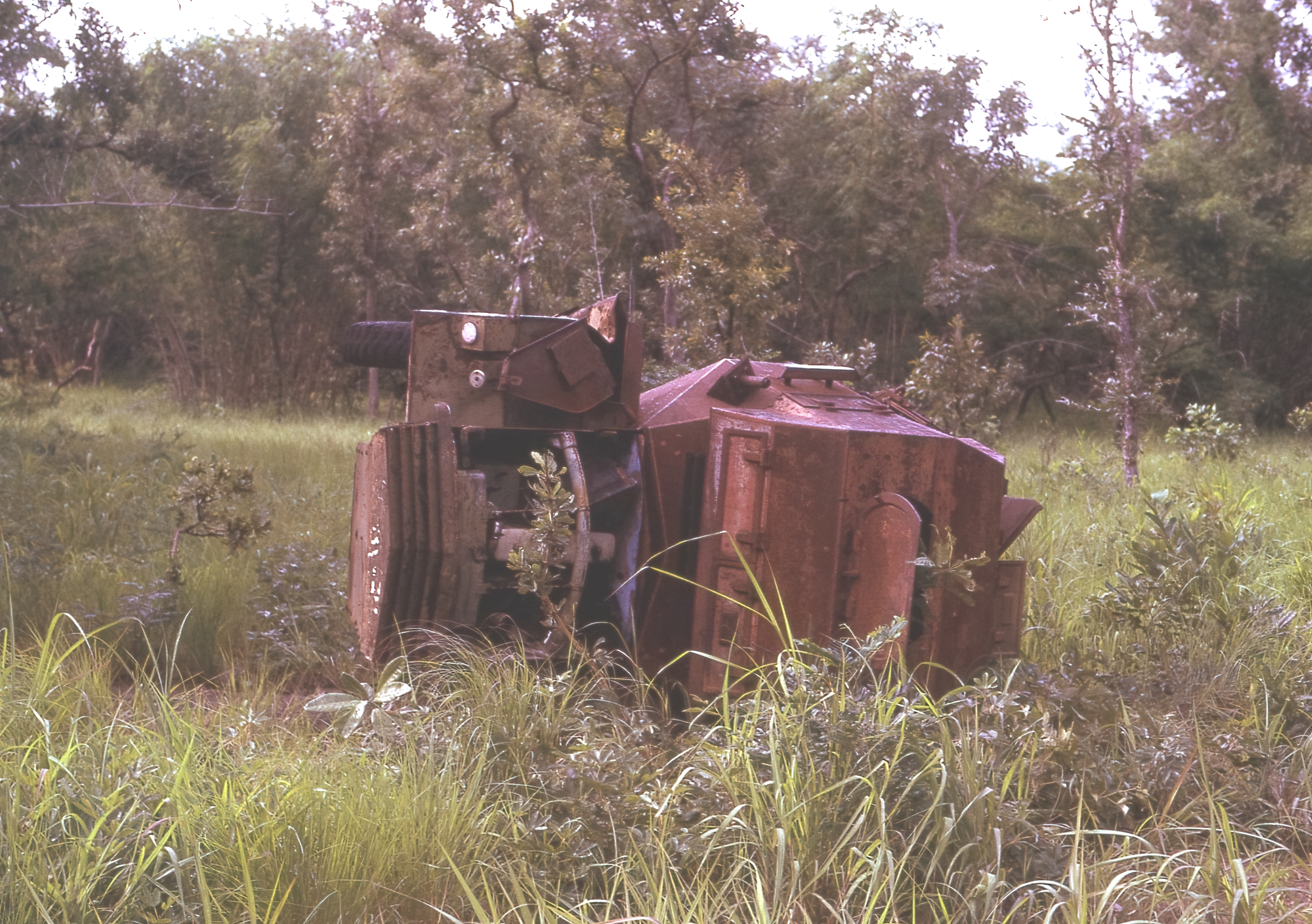
Restos de um Daimler na antiga Guiné Portuguesa.

### Armas Ligeiras
- Espingarda 8 mm Mauser m/937[8]
- Espingarda automática 7,62 mm G3 m/961[8][9]
- Espingarda automática 7,62 mm G3 m/963[8][9]
- Espingarda automática 7,62 mm FN m/962[8][9]
- Espingarda automática 7,62 mm Armalite AR-10[8][9]
- Espingarda automática 7,62 mm Kalashnikov AK-47 (capturadas)
- Caçadeira de cano duplo (vários modelos)[10]
- Caçadeira Remington Model 1100[10]
- Pistola-metralhadora 9 mm Steyr m/942
- Pistola-metralhadora 9 mm FBP m/947[8]
- Pistola-metralhadora 9 mm FBP m/961[8][11]
- Pistola-metralhadora 9 mm Uzi m/961[8][12][13]
- Pistola-metralhadora 9 mm Vigneron m/961[8][14]
- Metralhadora pesada 8 mm Breda m/938
- Metralhadora pesada 12,7 mm Browning m/955
- Metralhadora ligeira 7,92 mm Madsen m/930-41[9][12]
- Metralhadora ligeira 7,92 mm Dreyse m/938[9]
- Metralhadora ligeira 7,92 mm  Borsig m/944[9]
- Metralhadora ligeira 7,62 mm Browning m/952[9]
- Metralhadora ligeira 7,62 mm MG42 m/962[12][10]
- Metralhadora ligeira 7,62 mm HK21 m/968[9][11]
- Pistola 9 mm Luger m/943
- Pistola 9 mm Walther m/961[8]
- Morteirete 60 mm FBP m/968[15][16]
- Morteiro Ligeiro 60 mm M2 m/952
- Morteiro Médio 81 mm Brandt m/931[1]
- Morteiro pesado 107 mm M2 m/951
- Morteiro Pesado 120 mm
- Canhão automático MG-151 de 20mm (montado em Alouette III)[17]
- Canhão sem recuo 57 mm m/52[9]
- Canhão sem recuo M20 75 mm m/52
- Lança Granadas-Foguete 37 mm Sneb[9][10][18]
- Lança Granadas-Foguete 60 mm m/955[9][10]
- Lança Granadas-Foguete 89 mm m/952[9]
- Lança Granadas de Espingarda Energa m/953
- Lança Granadas-Foguete RPG-2 (capturados)[10]
- Lança Granadas-Foguete RPG-7 (capturados)[10]

### Armas Pesadas
- Obus de montanha 75 mm Óbice DA 75/18 m/40[19]
- Obus 105 mm Leichte Feldhaubitze 18R m/41/52[9]
- Obus 88 mm QF 25 Pdr Mk 2 m/43/46[19]
- Obus 114 mm QF 4,5 in Mk 2 m/46[19]
- Obus 140 mm BL 5,5 in Mk 2[19]
- Peça AA 40 mm Bofors m/42[20]
- Peça AA 40 mm Bofors m/42-B[20]
- Peça AA 20 mm CHK1 m/53

### Outros
- Radar móvel Mark VI[20]
- Radar AN/TPS-1D[20]

### Viaturas
- Auto TG 1/4 ton 4x4 Jeep m/44[12]
- Auto TG 3/4 ton 4x4 Dodge m/48 "Jipão"[12]
- Auto TG 2,5 ton 6x6 GMC m/52
- Auto TG 5 ton 6x6 Berliet GBC8 "Gazelle"[21]
- Auto TG 5 ton 4x4 Berliet Tramagal[11][22]
- Auto TG 1,5 ton 4x4 Unimog[12]
- Auto TG 1/4 ton 4x4 Land Rover
- Auto Blindado Bren Carrier m/42
- Auto Blindado 4x4 Chaimite m/67[11][12]
- Auto Blindado 4x4 GM TT m/47 "Granadeiro"
- Auto Blindado TP14 8x8 Panhard ETT m/59[9]
- Autometralhadora 8x8 Panhard EBR m/59[9]
- Auto Blindado Rec 4x4 Daimler Mk3 m/63B[12]
- Autometralhadora Lig 60 7,62 4x4 Panhard AML m/65[9][12]
- Autometralhadora 4x4 GMC Fox Can m/57[11]
- Carro de Combate ligeiro M5A1 Can m/56[9]

### Embarcações
- Avisos da Classe Afonso de Albuquerque;[23]
- Avisos da Classe Gonçalo Velho;
- Contratorpedeiros da Classe Vouga;[24]
- Fragatas da Classe Álvares Cabral;
- Fragatas da Classe Diogo Gomes;
- Fragatas da Classe João Belo;[25]
- Corvetas da Classe João Coutinho;[25]
- Corvetas da Classe Baptista de Andrade;
- Navios-Patrulha da Classe Príncipe;
- Navios-Patrulha da Classe Maio;
- Navios-Patrulha da Classe Cacine;[25]
- Lanchas de Fiscalização Grandes (LFG) da Classe Argos;[23][25][26]
- Lanchas de Fiscalização Pequenas (LFP) da Classe Antares;[23][25]
- LFP da Classe Bellatriz;[25][23]
- LFP da Classe Júpiter;[25]
- LFP da Classe Alvor;[25]
- LFP da Classe D. Aleixo;[27]
- LFP da Classe Albatroz;
- LFP da Classe Arcturus;
- LFP várias: "Castor", "Algol", "Oíron" e "Sabre" por exemplo;[23][28]
- Lanchas de Desembarque Grandes (LDG) das Classe Alfange e Classe Bombarda;[23][25][29]
- Lanchas de Desembarque Médias (LDM) das Classes LDM100, LDM200, LDM300 e LDM400;[23][25][29][30]
- Lanchas de Desembarque Pequenas (LDP) das Classes LDP100, LDP200 e LDP300;[25][23][29]
- Navios-Hidrográficos: "Pedro Nunes", "Almeida Carvalho" e "Almirante Lacerda";
- Navio de Apoio Logístico: "S. Braz".

### Aeronaves
Com datas das primeiras aquisições:
- DC-3 Dakota (1944) - Transporte médio, bombardeio nocturno.[4][31]
- T-6 Harvard  (1947) - Reconhecimento armado, escolta, ataque ao solo.[4][2][22]
- DC-4 Skymaster (1947) - Transporte pesado.[32]
- F-84G Thunderjet (1953) - Ataque ao solo.[29][33]
- PV-2 Harpoon (1954) - Reconhecimento armado, bombardeio médio.[29][32]
- SA 3130 Alouette II (1957) - Transporte ligeiro, evacuação.[29]
- F-86 Sabre (1958) - Ataque ao solo.[24][34]
- Nord-Atlas 2501 (1960) - Transporte médio.[4][22][29]
- Douglas DC-6 (1961)[32][29][35]
- Dornier 27 (1961) - Reconhecimento, transporte ligeiro, evacuação.[1][2][22]
- Broussard (1961) -  Reconhecimento, transporte ligeiro, evacuação.[22][36]
- Auster D.5/160 (1961) -  Reconhecimento, transporte ligeiro, evacuação.[29][32]
- Alouette III (1963) - Transporte de tropas, evacuação, apoio de fogo (quando armado com canhão de 20mm).[22][23][29]
- C-45 Expeditor (1963)[37]
- Invader B-26 (1966) - Ataque ao solo.[38][36]
- Fiat G-91 (1966) - Ataque ao solo, reconhecimento fotográfico.[1][4][22]
- SA-330 Puma (1969) - Transporte de tropas, evacuação.[29][39]
- Boeing 707 (1970) - Transporte pesado.[32][35]
- Piper PA-32-300 Cherokee Six (1972)[17]
- P2V5-Neptune (1960) - Reconhecimento marítimo, bombardeiro.[31]

## Ligações Externas
- Armamento utilizado pela 4ª Companhia de Caçadores Especiais
- Museu da Guerra Colonial